# ラスベガス・ストリップ
ラスベガス・ストリップ（Las Vegas Strip）は、アメリカ合衆国ネバダ州クラーク郡にあるラスベガス・ブールバード（大通り）の中で長さ約4.2マイル (6.8 km) にわたる部分を指す名称である。ラスベガス市に隣接するがその市域には入っておらず、パラダイスとウィンチェスターと呼ばれる未編入の町の中に位置している。通りの大半はオールアメリカン道路に指定されてきた。
世界でも最大級のホテル、カジノおよびリゾート資産の多くがこのラスベガス・ストリップに並んでいる。客室数で世界の25傑に入るホテルのうち19がこのストリップに並び、客室総数は67,000を超えている。19ホテルの1つであるラスベガス・ヒルトンは「オフストリップ」（通り沿いではない）にあるが、ストリップからは0.5マイル (800 m) も離れていない。
ラスベガスの都市景観で最も目に付く様相は建物外観である。ストリップ沿いにあるホテル、カジノ、レストランおよび高層住宅が近代化され、最も人気のある観光地の一つとしてその地位を確立してきた。

## 領域

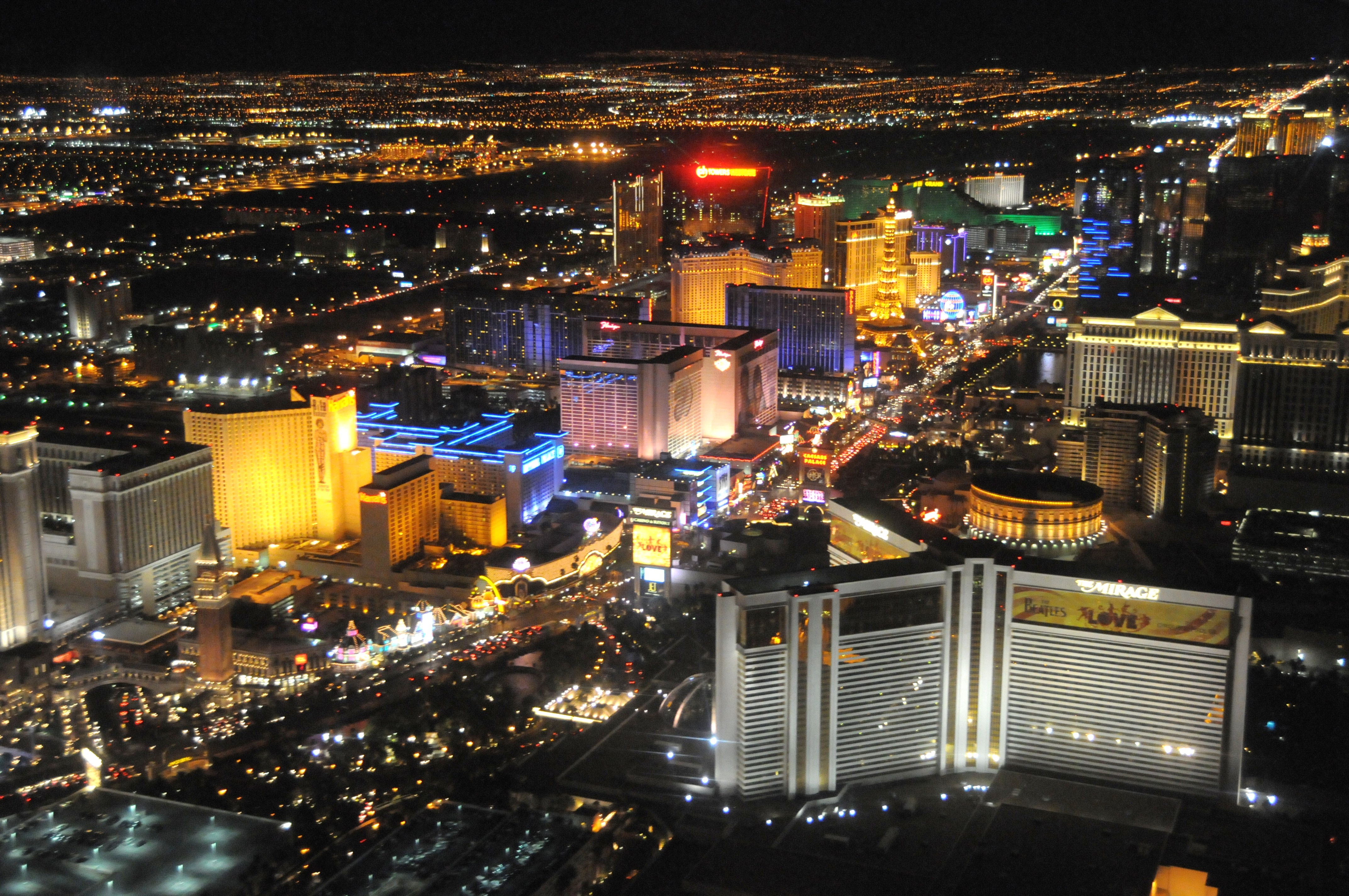
2009年のラスベガス・ストリップ

歴史を見ると、ラスベガス市中心街のフレモント・ストリートに立地しないカジノは、市域を外れラスベガス・ブールバード沿いに制限されてきた。1959年、「素晴らしきラスベガスにようこそ」という標識が市域の外、4.5マイル (7.2 km) ちょうどの地点に建てられた。この標識の位置は一連の市街地南端のカジノであるマンダレイ・ベイ南入口の約0.4マイル (640 m) 南になっている。
厳密な意味で「ストリップ」はラスベガス・ブールバードの中で、おおまかにサハラ・アベニューとラッセルロードの間、延長で4.2マイル (6.7 km) にのみ当てはまる。しかし、この言葉は道路だけでなく、道路沿いに並ぶ様々なカジノやリゾートにも適用され、さらには道路に面していなくてもその付近にある施設にも適用されている。ネバダ州ゲーム委員会のような特定政府機関は報告書を書くために「ラスベガス・ストリップ」としてこれら施設を分類している。ただしこの定義では、ハードロック・ホテル・アンド・カジノのようにラスベガス・ブールバードから1マイル (1.6 km) あるいはそれ以上離れた施設も含んでいる。「ストリップ地域」、「リゾート・コリダー」あるいは「リゾート地区」といった言葉は地理的にさらに大きな範囲を指すときに使われることがある。
ネバダ州ゲーム委員会はストリップの北端をサハラ・アベニューと考えている。一時期、南端はトロピカーナ・アベニューだったが、建設が進んでラッセルロードまで伸びてきた。マンダレイ・ベイがラッセルロードの直ぐ北に建っており、ネバダ州ゲーム委員会がストリップ沿いにあると考える最南端となっている。
リゾートの数と大きさ故に、リゾート・コリダーは極めて幅広いものと成りうる。州間高速道路15号線がラスベガス・ブールバードとほぼ並行に0.5マイル (800 m) 西を走っている。またパラダイスロードが同様に東側に並行して走り、セントルイス・アベニューが終端になっている。ストリップの東側は、トロピカーナ・アベニューの南でマッカラン国際空港によって切られている。この地点より北側では、リゾート・コリダーが東のパラダイスロードまで拡がっていると考えられるが、それよりも手前にあるコバル・レーンを境界と考える者もいる。州間高速道路15号線の同215号線とのインターチェンジからスプリングマウンテンロードまでがリゾート・コリダーの西側境界と考えられることがある。それより北ではインダストリアルロードが西の境界になっている。
ネバダ州ゲーム委員会はラスベガス・ブールバード南のラッセルロードからサハラ・アベニューまでに位置する全てのリゾート施設、さらにラスベガス・ブールバードには直接面していない近くの施設幾つかを含めて「ストリップ賭博地域」を定義している。この中にはリオ・ホテルやパームズ・ホテルなどラスベガス・ブールバードと州間高速道路15号線の西にある小型のリゾート施設を含むが、さらに1ブロック西にあるオーリンズ・ホテルは含めない。ラスベガス・ブールバードの東、パラダイスロード沿いにある施設、例えばラスベガス・ヒルトン、テリブルズ・カジノ及びウェスティン・カジュアリーナ・ラスベガス・ホテル・カジノ・アンド・スパ、フーターズ・カジノ・ホテルおよびハードロック・ホテル・アンド・カジノはこの定義域に含まれている。しかし、ストラトスフィア・ラスベガスはサハラ・アベニューより北にあるために定義域に含まれない。
有名な「素晴らしきラスベガスにようこそ」という標識がラッセルロードの直ぐ南の中央分離帯に建っている。ここは昔クロンダイク・ホテル・アンド・カジノがあった。これと似たような標識はストリップの北端、セントルイス・アベニュー東とメインストリート南の交差点近くの中央分離帯にも建っている。
ラスベガス・ブールバードの歓迎標識の南8マイル (13 km) にもサウスポイント・ホテルやMリゾートなど新しいリゾート施設が造られている。これらのカジノの宣伝では通常ストリップではなくてラスベガス・ブールバード南部にあると表示している。この地域はサウスストリップと呼ばれることが多い。

## 歴史

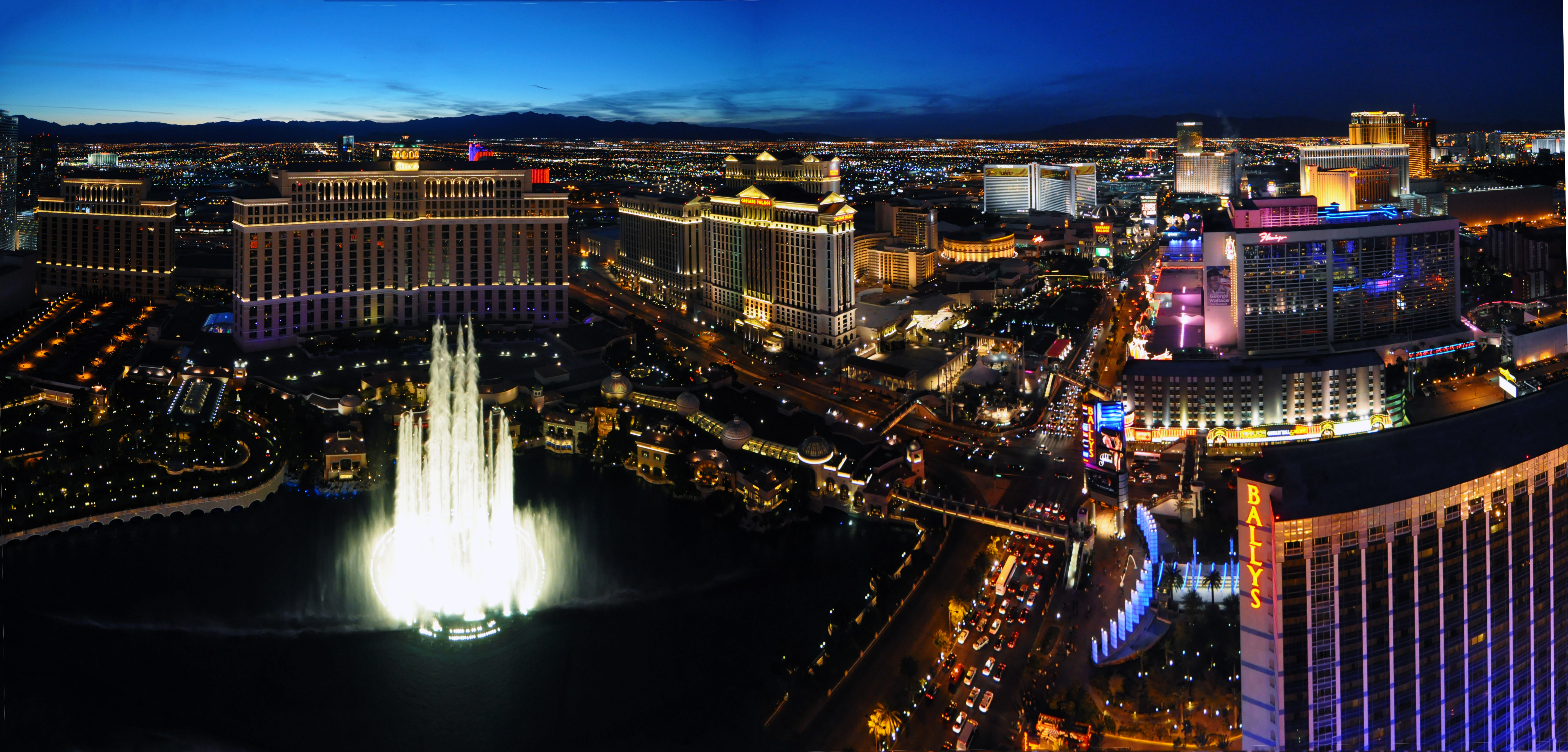
ベラージオ・ホテル、シーザース・パレスおよびストリップの一部

国道91号線沿いに最初に建設されたカジノは1931年のペア・オ・ダイス・クラブだったが、現在のストリップ沿いでは1941年4月3日に63室でオープンしたエル・ランチョ・ベガスが最初だった。このカジノはほぼ20年間営業されたが、1960年の火事で焼失した。このカジノの成功で1942年に2番目のホテルであるホテル・ラスト・フロンティアが開業した。ニューヨーク市のバグジー・シーゲルのような組織犯罪絡みの人物が成長する賭博産業に興味を持ち、1946年開業のフラミンゴ、1950年開業のデザート・インのようなリゾート施設が続いた。多くのプロジェクトの資金はアメリカン・ナショナル・インシュアランス社から提供された。この会社は当時テキサス州ガルベストンの悪名高い賭博帝国を本拠にしていた。
今から数十年前、ラスベガス・ブールバード南はアローヘッド・ハイウェイあるいはロサンゼルス・ハイウェイと呼ばれていた。ストリップという名前はロサンゼルス市警察のガイ・マカフィーがその故郷のサンセット・ストリップに因んで名付けたとされている。
1968年、カーク・カーコリアンがフラミンゴを買収し、サハラ・ホテルの副社長アレックス・シューフィーを社長として起用した。シューフィーはサハラの重役のうち33人を連れてきた。フラミンゴは当時建設中だったインタナショナル・ホテル従業員の訓練に使われた。1969年に開業したインタナショナル・ホテルは客室数1,512もあり、大規模リゾート時代の幕を開けた。このホテルは現在ラスベガス・ヒルトンと呼ばれている。
やはりカーコリアンの資産である初代MGMグランドホテル・アンド・カジノは1973年に客室数2,084で開業した。当時、客室数では世界でも最大級のホテルだった。例えば1967年にモスクワに建設されたホテル・ロシアの客室数は3,200だったが、その大半は面積118平方フィート (11 m²) のシングルルームであり、MGMグランドホテルの標準的室面積のほぼ4分の1に過ぎなかった。1980年11月21日、MGMグランドホテル・アンド・カジノはラスベガスの歴史の中でも最悪の火災を起こし、87人が死亡した。このホテルは8か月後に営業を再開した。1986年、カーコリアンはMGMグランドホテルをバリー・マニュファクチャリングに売却し、現在はバリーズ・ラスベガスと呼ばれている。（その後、カーコリアンは別の場所に新たなMGMグランドを建設した）
1985年、ウェットンワイルド（幾つかのプールを中心としたテーマパーク）がサハラ・ホテルの南側に開業した。この遊園地は2004年末に閉鎖され、後に解体された。

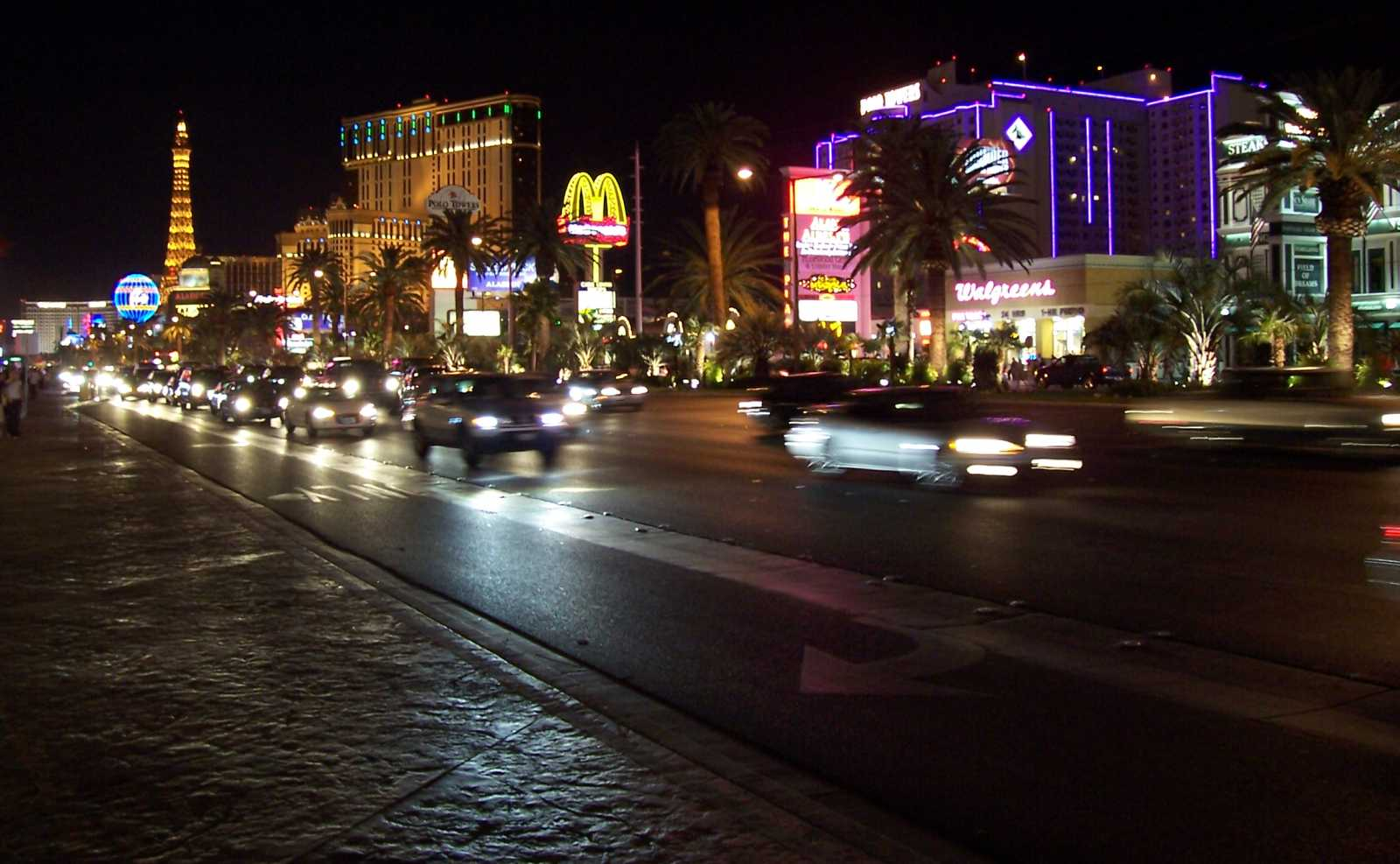
夜のラスベガス・ストリップ、左手前は当時のアラディン（現プラネットハリウッド）

1989年のザ・ミラージュの開業により、小さなホテルとカジノがより大型のリゾート施設に道を譲る新しい段階に入った。この巨大施設では娯楽や食事が楽しめ、ギャンブル、宿泊ができる。この変化によってザ・デューンズ、ザ・サンズ、スターダストおよびサハラのような有名で歴史があるが小さなホテル・カジノが影響を受けた。
1995年、ディーン・マーティンが死去した際は、弔意を示すためにストリップ沿いの灯りが消された。これは1998年にフランク・シナトラが死去した際にも繰り返された。2005年、クラーク郡はインダストリアルロードのトウェイン・アベニューから南の部分をディーン・マーティン・ドライブと改名し、有名なラットパックの歌手にして俳優であり、ラスベガスを度々訪れたエンターテイナーであったディーンへの献辞とした。またラスベガス・ストリップと州間高速道路15号線の間を平行して走る道は、フランク・シナトラ・ドライブと名付けられている。
ラスベガスのホテル経営者達は家族連れを惹き付けるために年少者向けのアトラクションを多く提供したが、それは必ずしも成功したとは言い難い。現在のMGMグランドホテル・アンド・カジノは1993年にMGMグランド・アドベンチャーズ・テーマパークと共にオープンしたが、テーマパークの方は人気を得られず、2000年には閉鎖された。同様に2003年にはトレジャー・アイランド（宝島）がそのビデオ・アーケード（ゲームセンター）を閉鎖し、それまでの海賊というテーマを棄てて、新しい「ti」という名前を採用した。
ラスベガス・ストリップには大型のホテル、カジノおよびリゾートに加えて、小型のカジノや、M&Mワールド、アドベンチャードームおよびファッションショー・モールなどその他のアトラクションがある。1990年代半ばからは大晦日のイベント（打上げ花火など）が人気を呼んでいる。
2004年、MGMミラージュは、旧ボードウォーク・ホテルの場所と隣接地、面積66エーカー (264,000 m²) に、70億ドルを掛ける多目的プロジェクト「プロジェクト・シティセンター」の計画を公表した。この計画には、ホテル、カジノ、集合住宅、小売店、芸術、事務所などが含まれている。シティセンターはこの種の複合施設として世界最大である。建設は2006年3月に開始され、2009年後半に大半の施設がオープンした。
長期間にわたりラスベガス・ストリップは世界一収益をあげるギャンブルの中心地であり続けて来たが、2006年、その座をマカオに譲って第2位になった。

## 今日のラスベガス・ストリップ

### 交通
ラスベガス・ストリップ自体ではないが、ストリップの東側で、トロピカーナ・アベニューからサハラアベニューまで、ラスベガスモノレールが走っている。
RTC交通（元はCATすなわち市民地域交通、1992年-2008年）が「ザ・デュース」と呼ばれるダブルデッカーのバスを通り沿いに運行している。デュースはストリップ南端のマンダレイ・ベイからフレモント・ストリート・エクスペリエンスに近いラスベガス中心街交通センターまで、ほとんどあらゆるカジノを停留所に運行している。またエース・ゴールドラインと呼ぶ急行バスも運行している。この線はストリップとラスベガス会議場および中心街を結び、幾つかのホテルとショッピングセンターで停車している。
観光用トローリー（トロリーバスではなく通常のディーゼルエンジン車）がストリップを往復しており、全部ではないが様々なストリップ沿いホテルとファッションショー・モールで停車している。料金はどこまで乗っても片道3ドルである。また1日乗車券は7ドルで、釣り銭の要らないちょうどのお金を用意する必要がある。運行間隔は15分毎である。
幾つかの無料モノレールがストリップの西側を走っている。
- マンダレイベイ・トラムはマンダレイ・ベイ、ルクソールおよびエクスカリバーとを繋いでいる。
- シティセンター・トラムはパークMGM、クリスタルズおよびベラージオを結んでいる。
- トレジャー・アイランドとザ・ミラージュの間

タクシーはホテル玄関あるいは指定地点でのみ利用でき（路上で客を拾うことは禁止されている）、どこかへ行きたいときは最寄りのホテルに行く必要がある。
1992年にCATのバスが運行されるまで、民間のラスベガス交通が大量輸送を担当していた。このストリップを通る経路のみが利益の出る路線だった。

### フリーシャトル

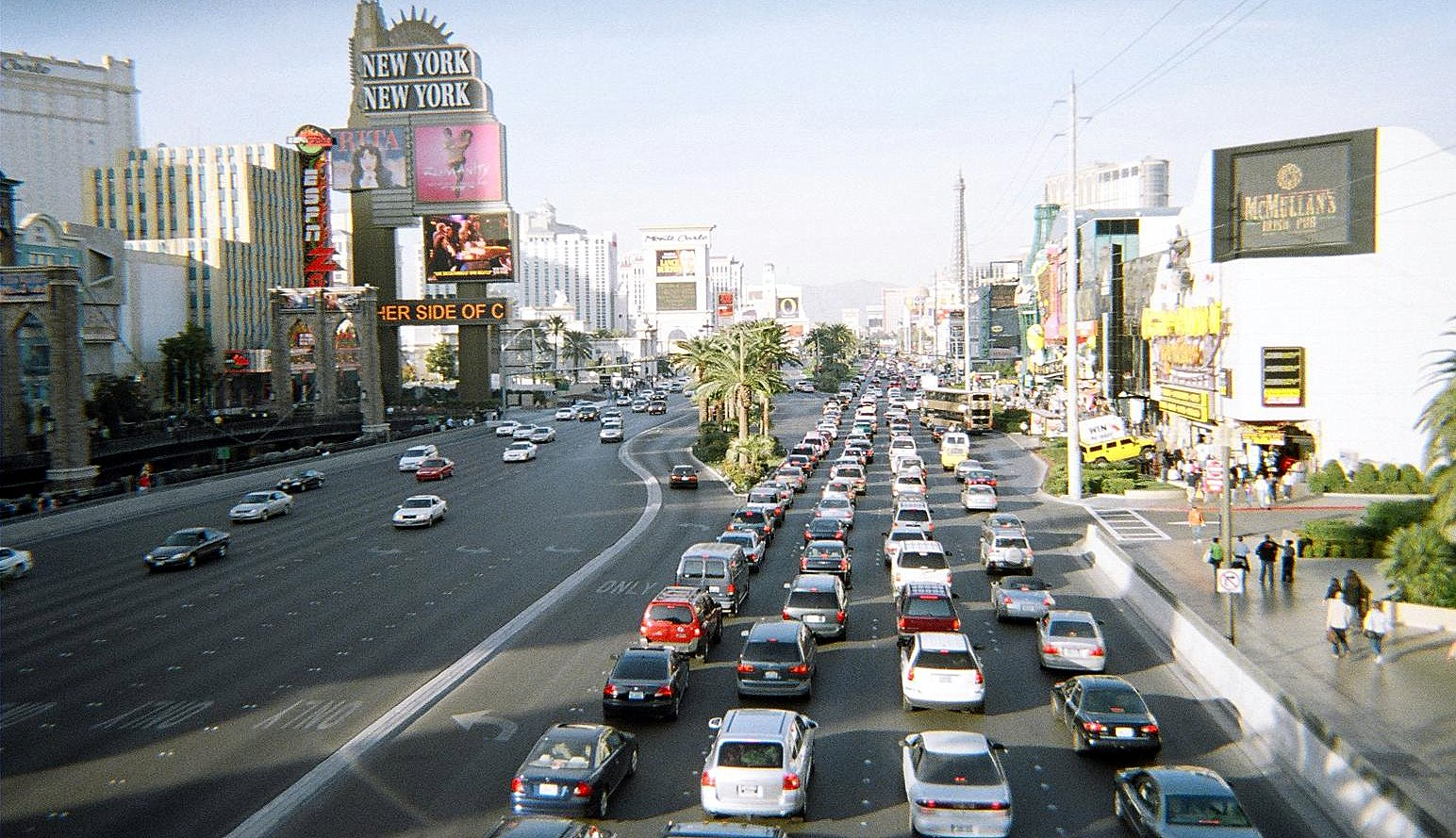
ラスベガス・ブールバード、日中の交通量

シャトルの幾つかは提携するカジノのルームキー提示を求める。このやり方の強制力は様々である。
- ハラーズとリオの間、約30分毎
- サムズタウンとビルズ・ギャンブリン・ホール、ハラーズ、リビエラおよびトロピカーナの間、約1時間半毎
- パリス・バリーズとリオの間、約30分毎
- ハードロックとファッションショー・モールの間、ハードロックを毎正時に発車

### 散策
ストリップにある幾つかのホテルは通りを歩行者に優しいものにしようと努力してきた。新しいカジノはそのファサードを歩いてくる顧客の目を引くようにデザインしている。それらの入口の多くは、ベラージオの噴水、ザ・ミラージュの火山、およびトレジャー・アイランドのTIセイレーンなど、それ自体が耳目を集めるものになっている。カジノ正面の側道には見物人が集まってこれらのショーを見ている。
人気のある交差点の交通渋滞を緩和するために、歩行者が安心して道を横切れるよう歩道橋が幾つか設置されてきた。トロピカーナ・アベニューとラスベガス・ブールバード交差点の歩道橋が最初に設置され、これが成功したことに基づいて、フラミンゴロードとの交差点、ザ・ミラージュとトレジャー・アイランドとザ・ベネチアンの間、スプリングマウンテンロード（サンズ・アベニュー）との交差点（ウィン・ラスベガスとファッションショー・モールおよびザ・パラッゾを結ぶ）、更にはトロピカーナアベニューとの交差点などに歩道橋が建設され、また最近プラネット・ハリウッドとシティセンターを結ぶものが作られた。

### ゴルフコース
近年、1つしかなかったストリップ沿いのゴルフコースであるデザート・イン・ゴルフコースが、大規模リゾート需要に合わせるために閉鎖された。開発者であるスティーブ・ウィンは元ミラージュ・リゾートを所有していた創設者であり、デザート・インとそのゴルフコースを新しい会社ウィン・リゾーツのために買収した。2005年、ウィン・ラスベガスをオープンさせ、ホテル客のみがプレイできるゴルフコースをリモデルして完成させた。
2000年、マンダレー・ベイとラスベガス・ストリップの直ぐ南にバリハイ・ゴルフクラブがオープンした。

### モータースポーツ
2023年から開催される予定のフォーミュラ1（F1）・ラスベガスグランプリにおいては、ストリップがレース開催のためのコースの一部として使われることになっている。

## 主要ホテルとその位置

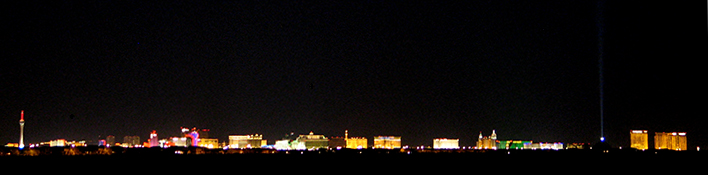
州間高速道路215号線から眺めた夜のラスベガス・ストリップ、北が左、南が右 (2004年撮影)

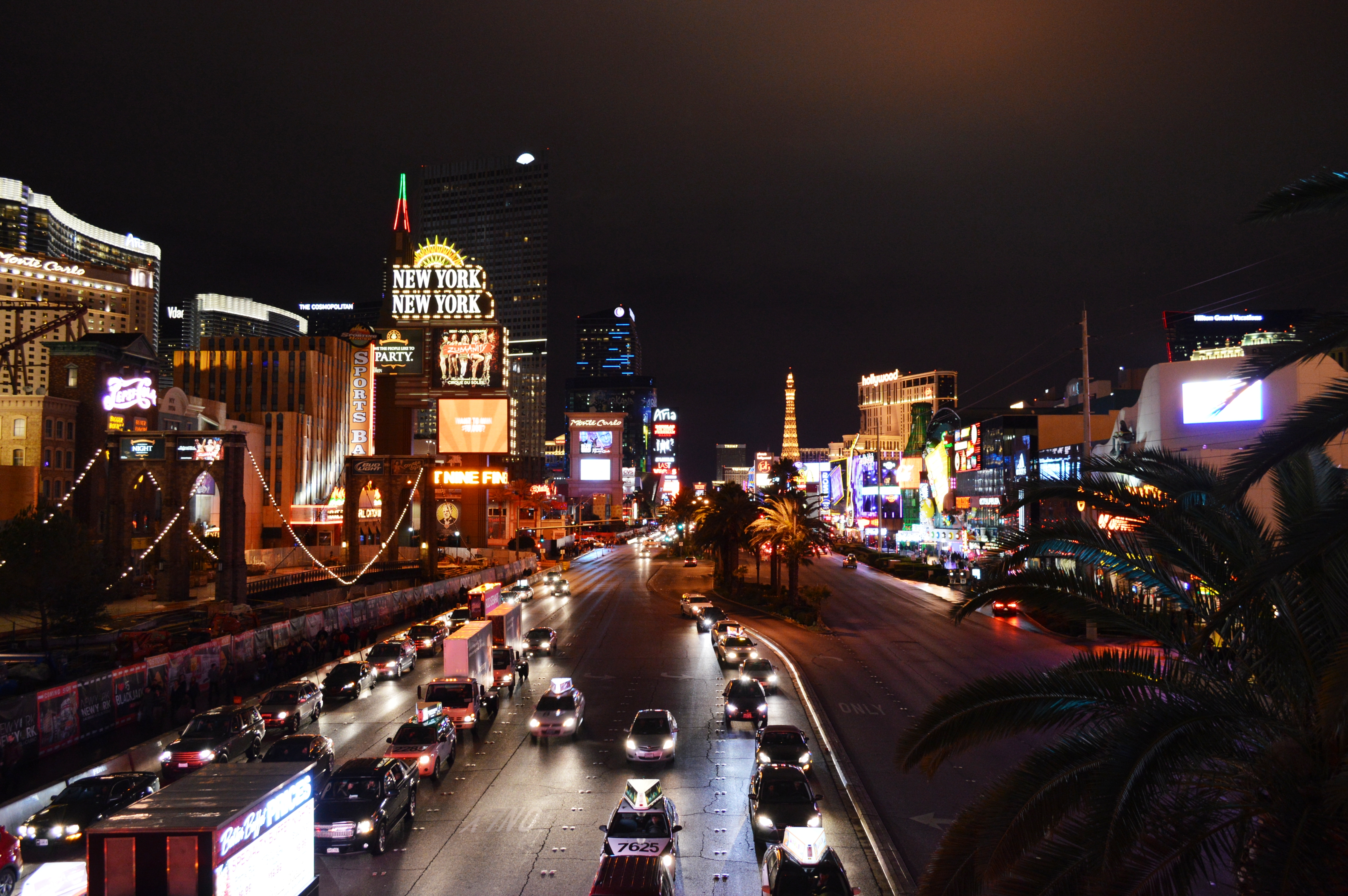
ニューヨーク・ニューヨークとMGMグランドを結ぶ歩道橋からの北方向の眺め (2013年撮影)

| ラスベガス市フレモント・ストリート方面、北                    |                                                      |
|                                                               | ↑                                                    |
| ストラトスフィア                                              |                                                      |
|                                                               |                                                      |
|                                                               |                                                      |
| サハラ・アベニュー                                            | サハラ・アベニュー                                   |
| ヒルトン・グランド・バケーションズ・クラブ サーカス・サーカス |                                                      |
| フォンテンブロー（予定）                                      |                                                      |
| リビエラ                                                      |                                                      |
|                                                               |                                                      |
| コンベンションセンター・ドライブ                              |                                                      |
|                                                               | アンコール                                           |
| ファッションショー・モール                                    |                                                      |
| ウィン・ラスベガス                                            |                                                      |
| スプリングマウンテンロード                                    | サンズ・アベニュー                                   |
| トレジャー・アイランド                                        | ザ・パラッゾ                                         |
| トレジャー・アイランド                                        | ザ・ベネチアン                                       |
| ザ・ミラージュ                                                | カジノ・ロワイヤル                                   |
| ザ・ミラージュ                                                | ハラーズ                                             |
| ザ・ミラージュ                                                | ザ・リンク                                           |
| シーザーズ・パレス                                            | フラミンゴ                                           |
| シーザーズ・パレス                                            | ビルズ・ギャンブリン・ホール・アンド・サルーン       |
| フラミンゴロード                                              | フラミンゴロード                                     |
| ベラージオ                                                    | バリーズ                                             |
| ベラージオ                                                    | パリス                                               |
| ザ・コスモポリタン                                            | プラネット・ハリウッド、マリオット・グランドシャトー |
| ヴィダーラ、ザ・ハーモン                                      |                                                      |
| ハーモン・アベニュー                                          | ハーモン・アベニュー                                 |
| アリア、マンダリン・オリエンタル                              |                                                      |
| パークMGM                                                     |                                                      |
| ニューヨーク・ニューヨーク                                    | MGMグランド、ザ・シグナチャー                        |
| トロピカーナ・アベニュー                                      | トロピカーナ・アベニュー                             |
| エクスカリバー                                                | トロピカーナ                                         |
| ルクソール                                                    |                                                      |
| ジ・ホテル                                                    |                                                      |
| フォーシーズンズ、マンダレイ・ベイ                            |                                                      |
| ラッセルロード                                                |                                                      |
|                                                               |                                                      |
| ↓                                                             |                                                      |
| 南、 州間高速道路215号線、 マッカラン国際空港                 |                                                      |

## ショッピング
| 店名                                                                      | 説明                                                                                               |
| ------------------------------------------------------------------------- | -------------------------------------------------------------------------------------------------- |
| ボナンザ・ギフトショップ ラスベガス・ブールバード南2440                   | 「世界最大のギフトショップ」の看板あり、店舗面積40,000 平方フィート (3,700 m²)、ストリップの直ぐ北 |
| ザ・ショッパーズ・アット・ザ・パラッゾ ラスベガス・ブールバード南3325     | ラスベガスにあるバーニーズ・ニューヨーク百貨店のみを入れる高級小売りモール                         |
| ファッションショー・モール ラスベガス・ブールバード南3200                 | トレジャー・アイランドに隣接し、ウィン・ラスベガスの向かい側にある                                 |
| グランド・キャナル・ショッパーズ ラスベガス・ブールバード南3355           | ザ・ベネチアンと運河で繋ぐ高級モール、ゴンドラと歌う漕ぎ手が演出する                               |
| ミラクル・マイル ラスベガス・ブールバード南3667                           | プラネット・ハリウッド・ホテルの一部                                                               |
| ザ・フォーラム・ショップス・アット・シーザーズ ラスベガス・ブールバード南 | シーザーズ・パレスに繋がる高級モール、160以上の店舗、11のレストランがある                          |
| クリスタルズ・アット・シティセンター ラスベガス・ブールバード南           | シティセンターの高級ハイファッション・モール                                                       |

## 娯楽
ラスベガス・ストリップにおける呼び物やショーの大半はホテルやカジノの資産内にある。ストリップから見られる人気ある無料の呼び物にはベラージオの噴水、トレジャー・アイランドのTIサイレン、ザ・ミラージュの火山、およびシーザーズ・パレスのアトランティス滝とフェスティバル噴水がある。MGMグランドはカジノ地域の中にガラス張りのライオン生息地があり、毎日最大6頭のライオンが見られる。

## 映画館
ラスベガス・ストリップに直接面する映画館はMGMグランドに隣接するショーケース・モールにある10スクリーンのリーガル・シアターのみである。1997年にオープンしリーガル・エンタテインメント・グループが運営している。

## 廃業あるいは閉鎖されたカジノとホテル
- ビッグレッズ・カジノ: 1982年閉鎖。CBSスポーツ・ワールド・カジノとして開発され、CBSとの訴訟沙汰でスポーツ・ワールド・カジノと改名、2001年に閉鎖。現在はショッピングセンター
- ボードウォーク・ホテル・アンド・カジノ: 2006年5月9日に解体。シティセンターになる
- バーボンストリートホテル・アンド・カジノ: 2006年2月6日に解体。現在は空き地
- デザート・インとゴルフコース: インは2004年に解体。現在ウィン・ラスベガス、ゴルフコースは改修され存続
- ザ・デューンズ（ホテルとゴルフコース）: 1993年解体。現在はベラージオ
- エル・ランチョ（元サンダーバード/シルバーバー）: 1992年閉鎖、2000年解体。現在建設中の客室数4,000のカジノ・ホテル、フォンテンブローになる
- エル・ランチョ・ベガス: 1960年焼失。現在は敷地の南端にヒルトン・グランド・バケーション・クラブがあるが、他は空き地
- グラス・プール・イン: 2006年解体。1988年までミラージュ・モーテルと呼ばれていたが、1989年にミラージュがオープンしたために改名
- ハシエンダ: 1996年解体。現在はマンダレイ・ベイ。別のハシエンダがボルダーシティにある。元ゴールド・ストライク・イン
- ホリー・カウ・カジノ・カフェ・アンド・ブリュワリー：ラスベガスで最初の地ビール醸造所、2002年閉鎖。現在は空き地
- ジャックポット・カジノ: 1977年閉鎖。その後、サハラ・ホテル・アンド・カジノの一部となるが、2011年に閉鎖
- クロンダイク・ホテル・アンド・カジノ: 2006年閉鎖、2008年解体
- ザ・ランドマーク: 1995年解体。現在はラスベガスコンベンションセンターの駐車場。解体の様子が映画マーズ・アタック!に使われた。
- ラッキー・スロッツ・カジノ: 1981年閉鎖。現在はショッピングセンター
- ロータス・イン・ホテル・アンド・カジノ: 1978年閉鎖。現在はロードウェイ・イン
- マネー・ツリー・カジノ: 1979年閉鎖
- マリーナ・ホテル・アンド・カジノ: 現在MGMグランドの西向きのタワー（ウェストウィングと呼ばれる）
- ニュー・フロンティア: 2007年7月16日閉鎖、同年11月13日解体。ラスベガス・プラザに生まれ変わる予定だったが、計画は中断
- ノブ・ヒル・カジノ: 1990年閉鎖。現在はカジノ・ロワイヤル
- パドルホイール・ホテル・アンド・カジノ: 1991年閉鎖。1993年に as デビー・レイノルズのハリウッド・ホテル・アンド・カジノとして再開、1996年閉鎖。現在はグリーク・アイルズ・ホテル・アンド・カジノ
- サハラ・ホテル・アンド・カジノ: 2011年5月16日閉鎖。オーナーのサム・ナザリアンが再開の可能性を残したままにしている[11]
- サン・スーシ: 1962年閉鎖。キャスタウェイズに代わる、1987年解体、現在はミラージュ
- ザ・サンズ: 1996年解体、現在はベネチアン
- シルバーシティ・ホテル・アンド・カジノ: 1999年閉鎖。現在はシルバーシティ・ショッピングセンター
- シルバー・スリッパー: 1988年解体して駐車場。現在はデザート・イン・ ロード・アーテリアルの用地
- スターダスト: 2006年11月1日閉鎖、2007年3月13日解体。エシュロン・プレイスに代わる予定だったが、計画は2008年8月に中断
- タリー・ホー・ホテル: 1966年閉鎖。アラディンに代わり、2007年にはプラネット・ハリウッドになった
- バケーション・ビレッジ・リゾート・アンド・カジノ; 2002年閉鎖、2006年解体。新しいタウンスクエアの開発用地
- ベガス・ワールド: 1995年解体。ストラトスフィアとして再建。昔の建物の一部は残っている
- ウェストウォード・ホー・ホテル・アンド・カジノ: 2005年閉鎖、2006年解体

## 事件・事故
- 1996年5月26日(現地時間)：ラスベガスストリップ南方にあるフリーウェイI-15とI-215のジャンクションで交通事故が発生した。この事故でオールスターゲームに選出された経験もある現役メジャーリーガーのマイク・シャーパーソンが死去した。シャーパーソンは当時ラスベガスに本拠地を持つAAA級のチームに所属しており、メジャー昇格を受けて移動する為にマッカラン国際空港へと向かっている最中だった。
- 2017年10月1日(現地時間)：ラスベガス・ストリップ銃乱射事件が発生。死者58人、負傷者527人というアメリカでの単独犯による銃乱射事件としては史上最悪の事件が発生した。

## ギャラリー

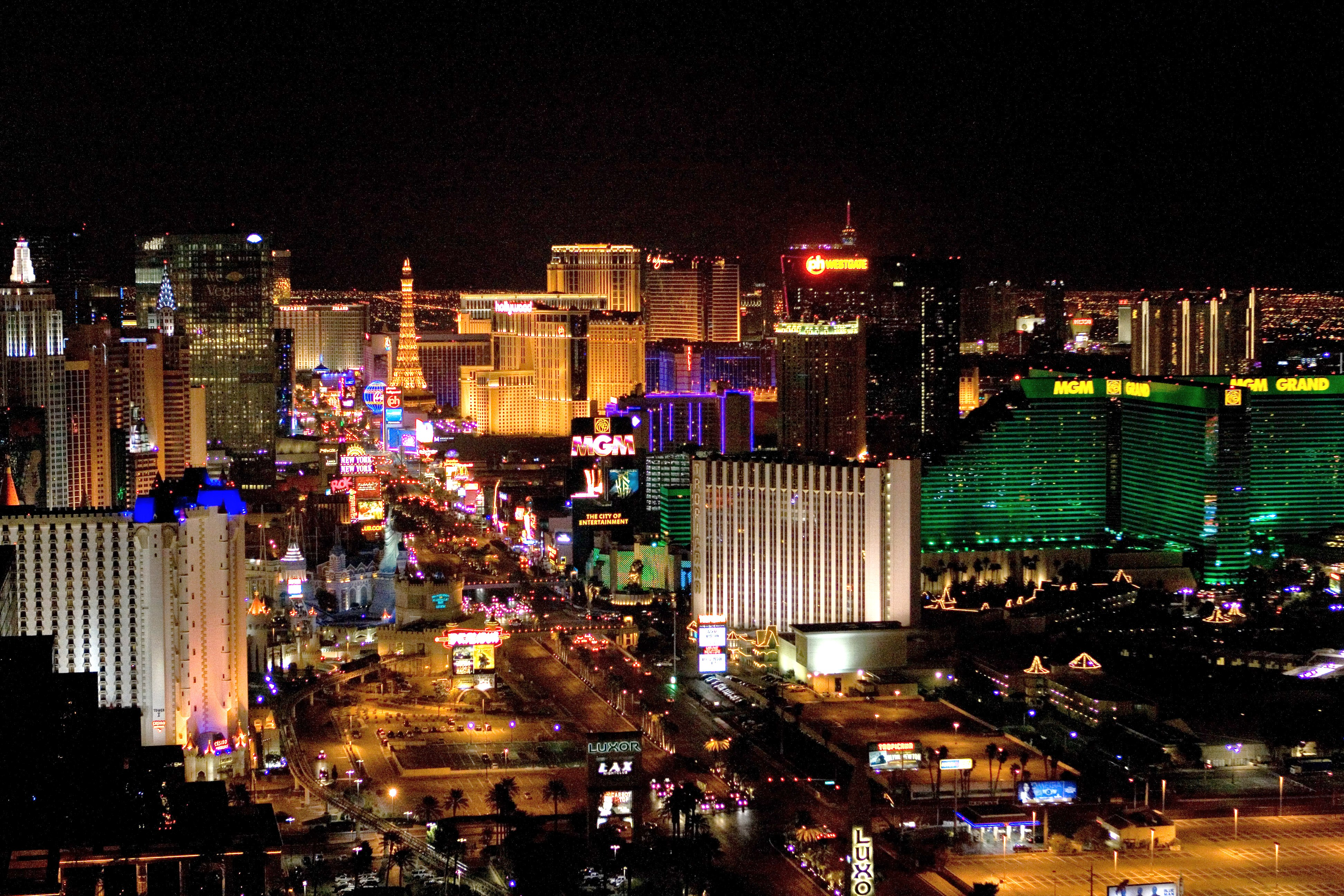
2009年のラスベガス・ストリップ
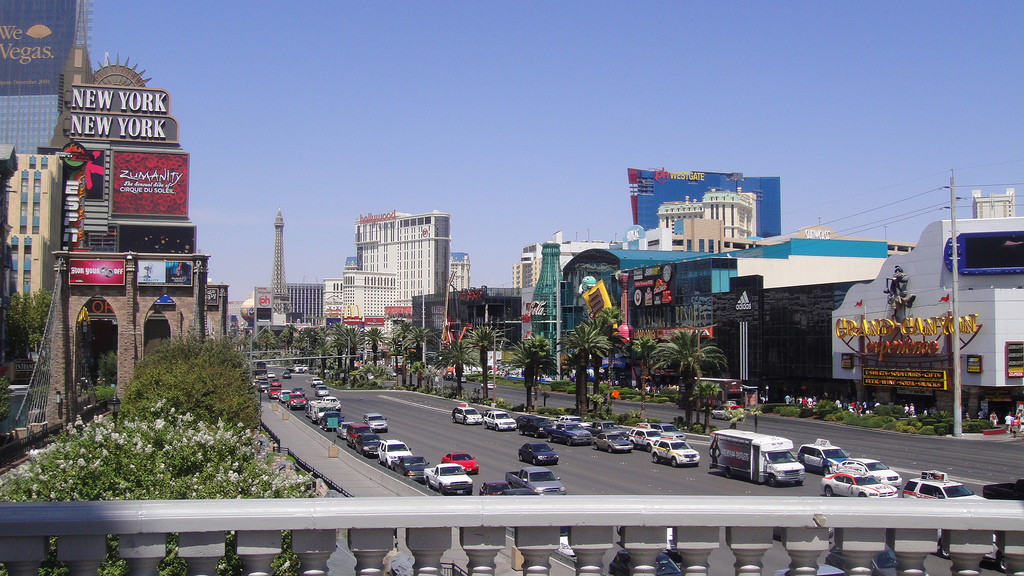
ラスベガス・ストリップ南端、トロピカーナ・アベニューから北を望む
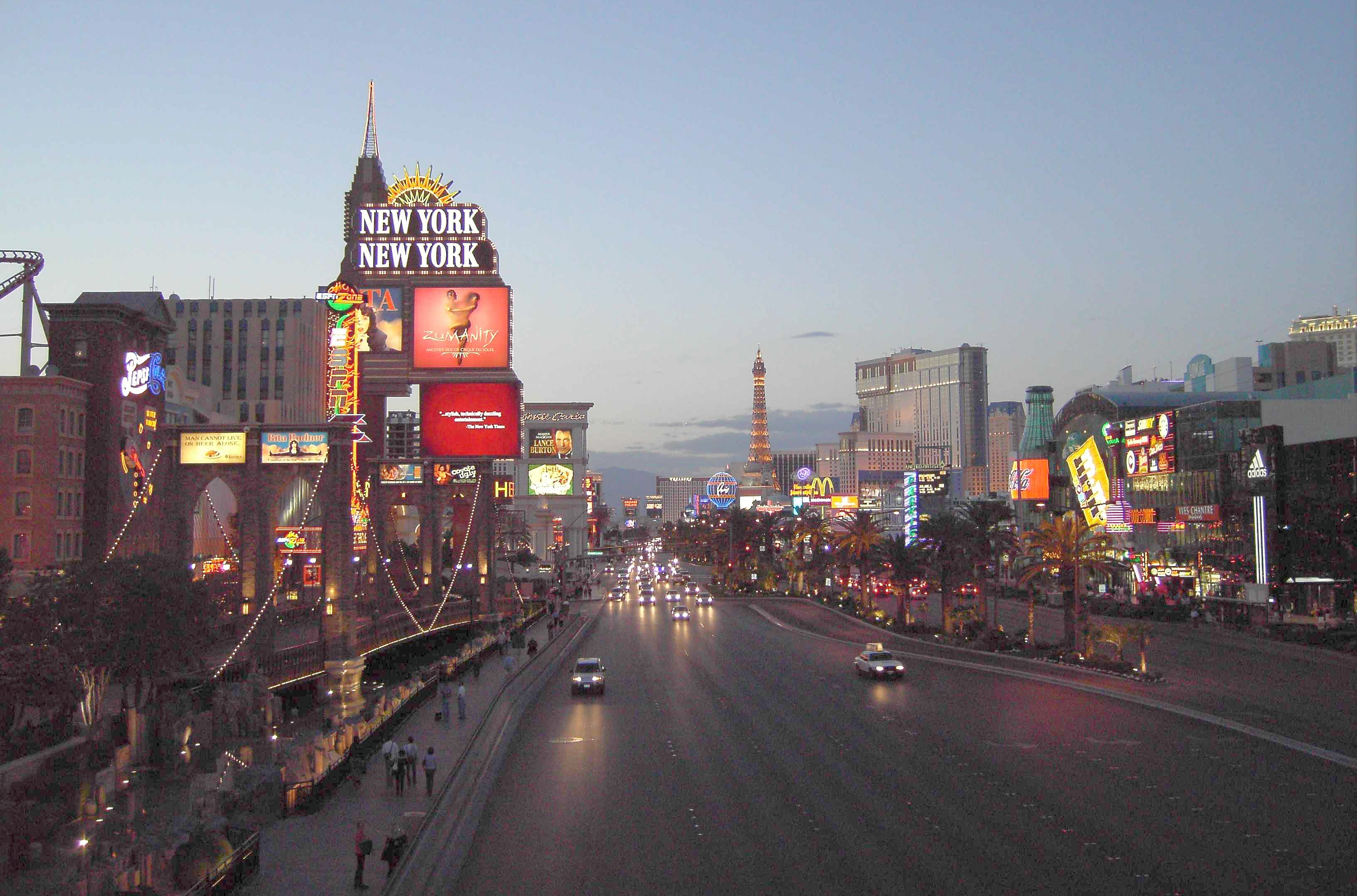
トロピカーナ・アベニューとラスベガス・ブールバードの交差点から北を望む
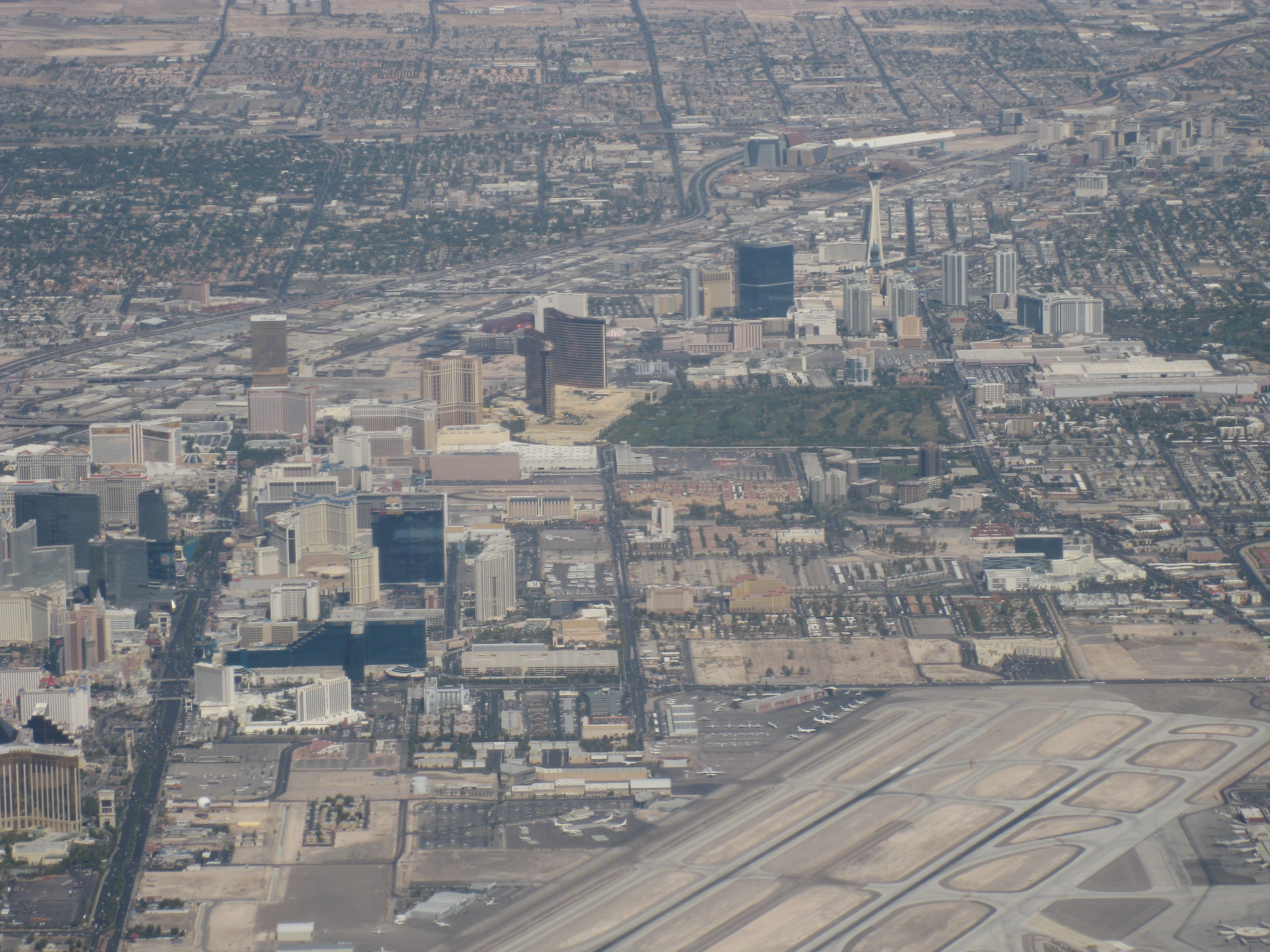
空からのラスベガス・ストリップ。左端の道路がラスベガス・ストリップで右上に向かう。手前はマッカラン国際空港